# Louis Munteanu
Louis Munteanu (* 16. Juni 2002 in Vaslui) ist ein rumänischer Fußballspieler, der als Stürmer spielt.

## Karriere

### Vereine
Munteanu begann seine Karriere in der Jugend von LPS Vaslui und setzte seine Entwicklung von 2013 bis 2018 in der Academia de fotbal Gheorghe Hagi von Gheorghe Hagi fort. Im Jahr 2018 wechselte er zum FC Viitorul Constanța, für den er in den Spielzeiten 2018/19 und 2019/20 u. a. in der UEFA Youth League zum Einsatz kam und 2019/20 neun Einsätze in der Liga 1 absolvierte, bei denen er drei Treffer erzielte.
Im Jahr 2020 wechselte Munteanu nach Italien zur AC Florenz, wo er wieder in der Jugendmannschaft spielte und unter Trainer Alberto Aquilani je zweimal die Coppa Italia Primavera sowie die Supercoppa Primavera gewann.
Im Sommer 2022 wurde Munteanu bis 30. Juni 2024 an den rumänischen Verein Farul Constanța ausgeliehen. Während der Saison 2022/23 gewann er mit dem Klub unter Trainer Gheorghe Hagi die nationale Meisterschaft. In der Qualifikation für die UEFA Europa Conference League 2023/24 absolvierte er sein erstes internationales Erwachsenenspiel gegen HJK Helsinki, wobei er beim 2:1-Hinspielsieg 32 Minuten auf dem Platz stand.
Ende Juli 2024 verpflichtete ihn der CFR Cluj. In der Saison 2024/25 gelangen ihm dort in der Liga in insgesamt 35 Spielen 23 Tore, womit er Torschützenkönig der Liga wurde. Darüber hinaus konnte er mit der Mannschaft den rumänischen Pokal gewinnen.

### Nationalmannschaft
Munteanu durchlief die rumänischen Nachwuchsnationalmannschaften von der U16 bis zur U21. Er war Teil des rumänischen Kaders bei der U21-Europameisterschaft 2023 in Rumänien und Georgien, wo er mit seinem Team in der Gruppenphase ausschied. Im Anschluss wurde er Kapitän der U21-Nationalmannschaft und führte sie bei der Europameisterschaft 2025 an, schied mit ihr jedoch erneut in der Gruppenphase aus dem Turnier aus.
Im März 2023 wurde Munteanu erstmals in den Kader der rumänischen A-Nationalmannschaft berufen und debütierte dort schließlich im Oktober 2023 bei einem EM-Qualifikationsspiel gegen Belarus. Dies blieb bislang sein einziges A-Länderspiel.

## Erfolge
FC Viitorul Constanța
- Rumänischer Pokalsieger: 2018/19 (ohne Einsatz)

AC Florenz U19
- Coppa-Italia-Primavera-Sieger: 2020/21, 2021/22
- Supercoppa-Primavera-Sieger: 2021, 2022

Farul Constanța
- Rumänischer Meister: 2022/23

CFR Cluj
- Rumänischer Pokalsieger: 2024/25

Persönlich
- Torschützenkönig der rumänischen Liga 1: 2024/25 (23 Tore)

## Privatleben
Sein Bruder Rares Munteanu (* 7. Juli 2007) spielt aktuell in der U19 von Farul Constanța.